# Pterochelus westralis
Pterochelus westralis is een slakkensoort uit de familie van de Muricidae. De wetenschappelijke naam van de soort is voor het eerst geldig gepubliceerd in 1973 door Ponder & Wilson.